# Karl Wessely
Karl Wessely (Vienna, 27 giugno 1860 – Mannersdorf am Leithagebirge, 21 novembre 1931) è stato un papirologo, paleografo, filologo e docente austriaco.
Karl Wessely è considerato fra i più importanti papirologi primonovecenteschi.

## Biografia
Laureato in Lettere, dal 1904 al 1922 Karl Wessely fu curatore della collezione di papiri della Biblioteca Nazionale Austriaca di Vienna.
Dal 1870 al 1878 Wessely frequentò il ginnasio del Theresianum di Vienna, dove conseguì la maturità il 6 luglio 1878. Nell'ottobre 1878 iniziò i suoi studi presso la facoltà di filosofia dell'Università di Vienna, conseguendovi nel 1885 il dottorato in filosofia.
Karl Wessely esaminò dei manoscritti conservati presso la Biblioteca Nazionale Austriaca (ad esempio il Papiro 3, l'Onciale 058, l'Onciale 059, l'Onciale 0101 e l'Onciale 0237) e in altre importanti biblioteche europee (come il Papiro 5 conservato presso la British Library di Londra).
Andò in pensione nel 1922.
Fu inoltre un appassionato collezionista di minerali e fossili.
Il 21 novembre 1931 Karl Wessely morì per un problema cardiaco. Il 25 novembre 1931 fu sepolto nello Zentralfriedhof di Vienna.
Dopo la sua morte, la sua collezione privata di papiri fu trasferita nel Clementinum di Praga.